# Segunda Categoría de Ecuador 2000
El Campeonato Ecuatoriano de Fútbol de Segunda Categoría 2000 fue la edición N.° 27 de la tercera división del fútbol ecuatoriano. El primer semestre del año se jugó los campeonatos provinciales, y durante el segundo semestre las Fases: Regional, Nacional y la Fase Final. Comenzó a disputarse desde el TBD de septiembre de 2000 y terminó el 16 de diciembre de 2000, El torneo daba un solo boleto para el ascenso a la Serie B, en este torneo se dio como anécdota que para la 1ª fase en la cual eran los torneos provinciales, el campeón del torneo sería el cuadro de la UDJ que sería el 5° equipo esmeraldeño en salir campeón de la Segunda Categoría detrás de Esmeraldas Petrolero en el torneo de 1984, Juventus en la edición de 1987, Juvenil en la edición de 1989 y Dep.Quinindé en la edición de 1997, mientras que el cuadro del Dep.Otavalo lograría su primer subcampeonato. 
La UDJ lograría su primer título que le daría la oportunidad de participar en el Campeonato Ecuatoriano de Fútbol Serie B 2001.

## Sistema de campeonato
FASE PROVINCIAL (Primera Etapa)
- La Primera Fase está formada por los Campeonatos provinciales organizados por cada Asociación de Fútbol (12 en ese entonces), los campeones y vicecampeones clasificarán al Zonal Regional.

FASE REGIONAL (Segunda Etapa)
- La Zona 1 estuvo integrada por las provincias deː Imbabura, Pichincha y Cotopaxi.
- La Zona 2 estuvo integrada por las provincias deː Chimborazo y Tungurahua.
- La Zona 3 estuvo integrada por las provincias deː Guayas y Esmeraldas.
- La Zona 4 estuvo integrada por las provincias deː Manabí y Los Ríos.
- La Zona 5 estuvo integrada por las provincias deː El Oro y Cañar.
- La Zona 6 estuvo integrada por las provincias deː Azuay y Loja.

- Cada zona jugara con 6 equipos de las 2 provincias que participaran por sorteo previo en encuentros de ida y vuelta clasificara a la tercera etapa el equipo con mayor cantidad de puntos posibles.

FASE NACIONAL (Tercera Etapa)
- Un total de 6 clubes jugarán esta etapa en Play-Offs de ida y vuelta.
- Ganador Zona 1 vs Ganador Zona 2
- Ganador Zona 3 vs Ganador Zona 4
- Ganador Zona 5 vs Ganador Zona 6

FASE FINAL (Cuarta Etapa)
- Un total de 3 clubes jugarán esta etapa.
- El Triangular constará con partidos de ida y vuelta (6 fechas).
- El 1 solo equipo que logre la mayoría de puntos logrará el ascenso a la Serie B 2001.

## Equipos por Asociaciones
| Asociación | Campeón          | Subcampeón  |
| ---------- | ---------------- | ----------- |
| Azuay      | Estudiantes      | Tecni Club  |
| Cotopaxi   | Dep.Cotopaxi     | E.S.P.E.L   |
| El Oro     | Santos           | ?           |
| Esmeraldas | U.D.J            | Juvenil     |
| Guayas     | Naval            | Everest     |
| Imbabura   | Imbabura S.C.    | Dep.Otavalo |
| Los Ríos   | Venecia          | ?           |
| Manabí     | Manta F.C.       | ?           |
| Pichincha  | América de Quito | Talleres    |

## Equipos Clasificados a la Segunda fase
Clasificados como Primeros (Ganadores de cada Grupo)
| Zona | 1.° lugar    |
| ---- | ------------ |
| 1    | Dep.Otavalo. |
| 2    | Sonorama.    |
| 3    | U.D.J.       |
| 4    | Manta F.C..  |
| 5    | Santos.      |
| 6    | Tecni Club.  |

## Segunda fase

### Partidos y resultados
| Fecha 1      | Fecha 1   | Fecha 1          |
| Equipo Local | Resultado | Equipo Visitante |
| ------------ | --------- | ---------------- |
| Sonorama     | 1-0       | Dep.Otavalo      |
| UDJ          | 5-1       | Manta FC         |
| Santos       | 0-0       | Tecni Club       |

| Fecha 2      | Fecha 2   | Fecha 2          |
| Equipo Local | Resultado | Equipo Visitante |
| ------------ | --------- | ---------------- |
| Dep.Otavalo  | 5-0       | Sonorama         |
| Manta FC     | 1-5       | UDJ              |
| Tecni Club   | 3-2       | Santos           |

## Equipos Clasificados al Triangular Final
Clasificados como ganadores de los Play-Offs
- Dep.Otavalo
- U.D.J
- Tecni Club

## Triangular Final

### Partidos y resultados
| Fecha 1      | Fecha 1   | Fecha 1          |
| Equipo Local | Resultado | Equipo Visitante |
| ------------ | --------- | ---------------- |
| Dep.Otavalo  | 4-0       | UDJ              |

| Fecha 2      | Fecha 2   | Fecha 2          |
| Equipo Local | Resultado | Equipo Visitante |
| ------------ | --------- | ---------------- |
| Tecni Club   | 0-1       | Dep.Otavalo      |

| Fecha 3      | Fecha 3   | Fecha 3          |
| Equipo Local | Resultado | Equipo Visitante |
| ------------ | --------- | ---------------- |
| Dep.Otavalo  | 3-2       | Tecni Club       |

| Fecha 4      | Fecha 4   | Fecha 4          |
| Equipo Local | Resultado | Equipo Visitante |
| ------------ | --------- | ---------------- |
| UDJ          | -         | Tecni Club       |

| Fecha 5      | Fecha 5   | Fecha 5          |
| Equipo Local | Resultado | Equipo Visitante |
| ------------ | --------- | ---------------- |
| Tecni Club   | -         | UDJ              |

| Fecha 6      | Fecha 6   | Fecha 6          |
| Equipo Local | Resultado | Equipo Visitante |
| ------------ | --------- | ---------------- |
| UDJ          | 3-1       | Dep.Otavalo      |

### Tabla de posiciones
|  |  |    | Equipo      | PJ | PG | PE | PP | GF | GC | DG | PTS |
|  |  | -- | ----------- | -- | -- | -- | -- | -- | -- | -- | --- |
|  |  | 1º | U.D.J       | 4  | 0  | 0  | 0  | 0  | 0  | 0  | 0   |
|  |  | 2º | Dep.Otavalo | 4  | 3  | 0  | 1  | 9  | 5  | 0  | 9   |
|  |  | 3º | Tecni Club  | 4  | 0  | 0  | 0  | 0  | 0  | 0  | 0   |

|  | Campeón ascendido a la Serie B 2001. |

### Campeón
|                                         |
| U.D.J 1.er Título Ascendió a la Serie B |